# Monte Escobedo
Monte Escobedo är en ort i Mexiko.   Den ligger i kommunen Monte Escobedo och delstaten Zacatecas, i den centrala delen av landet, 600 km nordväst om huvudstaden Mexico City. Monte Escobedo ligger 2 208 meter över havet och antalet invånare är 3 776.
Terrängen runt Monte Escobedo är huvudsakligen kuperad, men åt sydväst är den platt. Runt Monte Escobedo är det mycket glesbefolkat, med 6 invånare per kvadratkilometer. Monte Escobedo är det största samhället i trakten. Omgivningarna runt Monte Escobedo är i huvudsak ett öppet busklandskap.